# Les Disparus de Saint-Agil (film)
Pour les articles homonymes, voir Les Disparus de Saint-Agil et Les Disparus (homonymie).
Pour plus de détails, voir Fiche technique et Distribution.
Les Disparus de Saint-Agil est un film français réalisé par Christian-Jaque, sorti en 1938, adaptation du roman éponyme de Pierre Véry paru en 1935.

## Synopsis
Peu de temps avant la Seconde Guerre mondiale, au collège de Saint-Agil, des choses étranges se passent la nuit.
Beaume (Serge Grave), Sorgue (Jean Claudio) et Macroy (Marcel Mouloudji), trois élèves du collège de Saint-Agil, ont créé une association secrète, Les Chiches Capons, dans le but de préparer un tout aussi secret projet de départ pour l'Amérique. Un soir, dans la salle de sciences naturelles où ils tiennent leurs réunions, Sorgue voit un homme sortir d'un mur.
À la suite d'une visite chez le directeur (Aimé Clariond) à propos d'un chahut, Sorgue disparaît. Puis c'est au tour de Macroy. L'établissement est en émoi. Le directeur envisage de renvoyer Beaume, le dernier membre du trio encore présent, après la fête du collège.
Lors de cette fête, M. Lemel (Michel Simon), le professeur de dessin alcoolique, meurt, victime d'une chute durant une panne de courant qui plonge l'établissement dans le noir. Tout le monde croit à un accident. Beaume se cache pour enquêter, laissant ainsi croire qu'il a disparu à son tour ; avec l'aide du professeur d'anglais, M. Walter (Erich von Stroheim), il parvient à découvrir la vérité : le collège abrite un trafic de fausse monnaie. Lemel, qui gravait les plaques destinées à imprimer les faux billets, et qui collectionnait des gravures authentiques d’Albrecht Dürer, a été tué par un de ses complices (le directeur), qui craignait qu'il ne révélât tout sous l'emprise de l'alcool.
Finalement Sorgue est libéré par ses camarades et le directeur est démasqué : il est le chef des trafiquants et avait enlevé Sorgue car celui-ci a vu un de ses complices utiliser un passage secret ; Macroy est ramené par les gendarmes, ayant été découvert en tant que passager clandestin pour l'Amérique. M. Walter est nommé par les trois amis président d’honneur de leur société secrète.

## Fiche technique
- Titre : Les Disparus de Saint-Agil
- Réalisation : Christian-Jaque
- Scénario : Jean-Henri Blanchon[1], Jacques Prévert d'après le roman du même nom de Pierre Véry
- Dialogues : Jacques Prévert (non crédité[2])
- Photographie : Marcel Lucien
- Cadreur : André Germain
- Musique : Henri Verdun
- Décors : Pierre Schild
- Son : Jacques Hawadier[3]
- Montage : Claude Nicole, William Barache
- Photographe de plateau : Léo Mirkine
- Producteur : Jean-Pierre Frogerais
- Société de production : Dimeco Productions, Les Films Vog
- Pays de production :  France
- Format : Noir et blanc - 35 mm - 1,37:1
- Genre : Comédie dramatique
- Durée : 100 minutes
- Date de sortie :
  - France : 6 avril 1938

## Distribution
- Erich von Stroheim : Walter, le professeur d’anglais
- Michel Simon : Lemel, le professeur de dessin
- Armand Bernard : Mazeau, le concierge
- Aimé Clariond : M. Boisse, le directeur du collège
- Robert Le Vigan : César, le passe-muraille
- Serge Grave : Beaume
- Marcel Mouloudji : Philippe Macroy
- Jean Claudio : Mathieu Sorgue
- Jean Buquet : La Mouche, l'élève qui moucharde
- Robert Rollis : un élève
- Félix Claude : un élève
- Claude Roy : le petit garçon à la tortue[4]
- René Génin : Donnadieu, le professeur de musique
- Jacques Derives : Planet
- Martial Rèbe : le surveillant du dortoir
- Pierre Labry : Bernardin
- Albert Malbert : Alexis, le meunier

Acteurs non crédités
- Charles Aznavour : un petit garçon au réfectoire[5]
- André Dionnet : un élève
- Michel Gaud : un élève
- Serge Gaud : un élève
- Robert Ozanne : un infirmier
- Serge Reggiani : un élève
- Michel Retaux : l'élève volontaire
- Marcel Raine : le livreur

## Autour du film
- Dans la distribution on trouve trois enfants qui feront plus tard une carrière dans la chanson : Marcel Mouloudji, ainsi que Charles Aznavour et Serge Reggiani qui sont figurants.
- Le roman a été également adapté pour la télévision en 1990 : Les Disparus de Saint-Agil de Jean-Louis Benoît avec Micheline Presle, Michel Galabru et Claude Melki.
- En 1992, le cinéaste Jérôme Foulon a réalisé Les enfants du naufrageur, un film dont le scénario est assez ressemblant, avec Brigitte Fossey, Jacques Dufilho et Jean Marais
- Aucun élément féminin n'apparaît dans ce film.